# 威卡特瓦 (密歇根州)
威卡特瓦（英語：Wick-A-Te-Wah）是位於美國密歇根州馬尼斯蒂縣奧內卡馬鎮區的一個非建制地區。

## 地理
威卡特瓦所處的海拔為高於海平面179米（即587英呎），而該地所採用的時區為UTC-5，即北美东部時區（EST）。同時該地設有夏令時間，為UTC-5調快一小時，即UTC-4（EDT）。